# Stephan Duić
Stephan Duić (auch Stefan Duić; kroatisch Stjepan „Stevo“ Duić; * 17. Dezember 1877 in Otočac, Lika, Österreich-Ungarn; † 28. September 1934 in Karlsbad, Tschechoslowakei) war ein Oberstleutnant des Bosnisch-Hercegovinischen Infanterie-Regiments Nr. 2, einer militärischen Elitetruppe der österreichisch-ungarischen Armee.
Nach dem Ersten Weltkrieg gehörte Duić zusammen mit Ivan Perčević, Vjekoslav Servatzy, Gustav Perčec, Narcis Jeszensky u. a. zu dem Kreis hochrangiger ehemaliger k.u.k Offiziere, welche die faschistische Ustascha-Bewegung im Kampf für ein von Jugoslawien unabhängiges Kroatien unterstützten. Von 1929 bis zu seinem Tod war er militärischer Berater des Ustascha-Führers Ante Pavelić und Organisator des Velebiter Aufstands. Duić wurde vermutlich von Agenten des königlich-jugoslawischen Geheimdienstes ermordet und posthum zum General der kroatischen Armee ernannt.

## Leben

### Jugend und Ausbildung
Duić entstammte einer, bis ins Jahr 1689 zurückverfolgbaren, kroatischen Familie mit Stammsitz in Donje Pazarište bei Gospić (Lika) und wurde als Sohn des Steuerbeamten Martin Duić in Otočac geboren. Seine Mutter Marta, geborene Starčević, verstarb schon im Jahr 1882. Duić war der Neffe des Politikers Ante Starčević.
Er besuchte verschiedene Grundschulen und bis ins Jahr 1892 das Gymnasium in Karlovac um sich danach in der dortigen Infanteriekadettenschule einzuschreiben. Im Jahr 1896 schloss er diese als einer der 50 besten Absolventen ab und kam als Kadett-Offiziersstellvertreter zum Böhmischen Infanterie-Regiment Nr. 75 nach Österreich. Er war zeitweise in der Bucht von Kotor stationiert. Am 1. November 1897 wurde er Leutnant und schlug die Generalstabslaufbahn ein. Im Jahr 1902 ging er nach Wien und absolvierte bis 1904 die k.u.k. Kriegsschule, die er mit sehr gutem Abschluss verließ, um als Offizier dem Hauptquartier einer Einheit der k.k. Gebirgstruppe zugeordnet zu werden.
Nach der Resolution von Rijeka vom 3. Oktober 1905, die eine Vereinigung der kroatischen Länder und eine Revision des Kroatisch-Ungarischen Ausgleichs forderte, ging er nach Zagreb und beschäftigte sich mit den politischen Ideen seines Onkels Ante Starčević. Bis zum Ersten Weltkrieg war er dort als Offizier dem Hauptquartier einer Division zugeteilt.

### Erster Weltkrieg
Zu Beginn des Ersten Weltkriegs war Duić ab 1. November 1914 Major im Generalstab und Generalstabschef der 6. Infanterie-Truppendivision. Er nahm u. a. am Gefecht bei Gologory, der Schlacht bei Gródek und der Belagerung von Przemyśl teil. Des Weiteren nahm er an der Schlacht in den Karpaten teil, eingesetzt in der Nähe von Sighetu Marmației unter Generaloberst Karl von Pflanzer-Baltin. Im Februar 1915 erkrankte er. Ab 1. Mai 1916 war er Oberstleutnant im Generalstab; im Juni 1916 Kommandant der Sturmgruppe der 11. Infanteriebrigade des Bosnisch-Hercegovinisches Infanterie-Regiment Nr. 2 bei der opferreichen Erstürmung des 1.824 Meter hohen Monte Meletta in den Sieben Gemeinden bei Asiago (Venetien). Für die Erstürmung des Monte Meletta erhielt er von Kaiser Franz Joseph I. das Ritterkreuz des österreichisch-kaiserlichen Leopoldordens mit Kriegsdekoration. Ab Juli 1916 war er Generalstabschef der kroatischen 42. Domobranen-Division (amtlich: 42. Honvéd Infanterie Truppendivision), wegen ihrer Kampfkraft „Teufelsdivision“ genannt. Um es dem deutschen Verbündeten mit ihrem Asien-Korps gleichzutun, wurde unter Duićs Führung Ende 1917 in Belgrad das k.k. Orient-Korps aufgestellt, mit Stationen in Konstantinopel und Albanien. Während des Kriegseinsatzes infizierte er sich mit Malaria, an deren Folgen er lebenslang litt.

### Nachkriegszeit
Nach dem Zusammenbruch Österreich-Ungarns kehrte er nach Kroatien zurück und stellte sich in Zagreb dem kroatischen Nationalrat zur Verfügung. Enttäuscht von der Errichtung des Königreichs Jugoslawien, verließ er Kroatien wieder. In Italien sammelte er, zusammen mit dem Theresienritter und ehemaligen k.k. Offizier Gojkomir von Glogovac, entlassene kroatische Kriegsgefangene in einer „Kroatischen Legion“, welche aber bedingt durch die politischen Weltlage bereits 1921 wieder aufgelöst wurde.
Nachdem er erkannte, dass eine kroatische Unabhängigkeit vorerst militärisch nicht erreichbar war, zog er sich ins Privatleben zurück. Er zog ins österreichische Graz und nahm dort eine Stellung als Bankbeamter an. Später war er stellvertretender Direktor der Landwirtschaftskrankenkasse der Steiermark.
Nach der Errichtung der jugoslawischen Königsdiktatur im Jahr 1929 schloss Duić sich der im gleichen Jahr gegründeten Ustascha-Bewegung an, welche die kroatische Unabhängigkeit auch mit gewaltsamen Mitteln erkämpfen wollte. Aufgrund seiner militärischen Kenntnisse und Erfahrungen wurde er, in allen militärischen Fragen, der wichtigste Berater des Ustascha-Führers Ante Pavelić und stieg damit zu einer wichtigen Führungsperson innerhalb der Ustascha auf.

### Attentate und Tod
Am 18. Juni 1934 wurde auf Duić ein Attentat in seinem Wohnort Graz verübt. Der Täter, der Kroate Ivan Jargarčec, als „Rächer Nr. 26“ ein Mitglied der „Legion der [jugoslawischen] Rächer“ (Liga osvetnika), gab vier Schüsse auf Duić ab. Keiner der Schüsse traf sein Ziel. Jargarčec wurde zusammen mit seinem Komplizen, dem jugoslawischen Kaufmann Milan Kolar, verhaftet. Ermittlungen ergaben, dass das Attentat von dem Rechtsanwalt Dr. Ljubo Lukatela geleitet wurde, der in Verbindung zum damaligen Ortskommandanten von Zagreb General Bodi stand. Lukatela der sich ebenfalls nach Graz begeben hatte, konnte jedoch flüchten. Im Mordbefehl der „Legion der jugoslawischen Rächer“ hieß es:

„Dem Rächer Nr. 26.
[…] Die Legion der jugoslawischen Rächer, die das Wirken jedes Verräters erforscht, stellte fest, dass Stevo Duić einer der Hauptmitarbeiter der Pläne gegen den jugoslawischen König und der jugoslawischen Einheit ist und sie beschloss und ordnete an, dass Stevo Duić, als jugoslawischer Verräter das Leben lassen muss.
Zur Durchführung dieses Beschlusses bestimmte der Würfel den Rächer Nr. 26. Der Beschluss ist in kürzester Zeit zu vollziehen.“

Nach diesem ersten Attentat gab Duić zu Protokoll:

„[…] am 21. Juni 1934.
Der beabsichtigte Anschlag am 17. d. M. dürfte wohl ernst gemeint, meiner Ansicht nach aber mit untauglichen Mitteln durchgeführt worden sein, weil ich den Eindruck habe, dass Jargarčec Ivan, der das Attentat ausführen sollte, […] nicht die Festigkeit und Brutalität besitzt, die zu einer solchen Tat notwendig ist. […]
Ich glaube das mit Nahen des St. Veits-Tages (28. Juni, des serbischen Erinnerungstages an die Ermordung des Thronfolgers Franz Ferdinand) die Organisation aus traditionellen Gründen eine Sensation haben wollte und auf mich verfiel. […]
Jargarčec hat mit der Pistole viermal geschossen. Ich halte es durchaus für möglich, dass die Angaben des Jargarčec zutreffend sind und die geheimnisvolle Vereidigung in Belgrad tatsächlich stattgefunden hat.“

Am 16. August 1934 wurde Milan Kolar wegen des Verbrechens der versuchten Verleitung zum bestellten Mord zu drei Jahren schweren Kerkers verurteilt.
Kaum drei Monate später, Duić hatte sich zur Linderung seiner im Ersten Weltkrieg zugezogenen Malaria zur Kur nach Karlsbad begeben, wurde er am 28. September 1934 in einem Hotel in Karlsbad tot aufgefunden. Er wurde nur mit einem Nachthemd bekleidet, neben der Balkontür sitzend, mit einer Rebschnur um den Hals, gefunden. Vermutlich wurde er in seinem Bett schlafend erwürgt, dann durch das Hotelzimmer zur Balkontür geschleift und an die Tür geknüpft. Um einen Selbstmord vorzutäuschen, befestigten die Täter das Ende der Schlinge lose an der unteren Türangel, nur einen Meter über dem Boden (da die Schnur zu kurz war). Organisator des Mordes soll der hohe königlich-jugoslawische Polizeibeamte Vladeta Milićević, damals ständiger Delegierter Jugoslawiens bei der Internationalen Polizeiorganisation in Wien, gewesen sein.
Am 3. Oktober 1934 wurde er auf dem Grazer Friedhof St. Leonhard beigesetzt. Eine nachträglich erfolgte Obduktion am 10. Dezember 1934 in Graz ergab keine sichere Anhaltspunkte mehr für Mord oder Selbstmord.

## Nachleben
Duić wurde in der Propaganda der Ustascha-Bewegung zum kroatischen Märtyrer stilisiert und schon kurz nach Errichtung des Unabhängigen Staates Kroatien, von Slavko Kvaternik und Ante Pavelić, am 6. Juni 1941 posthum in den Rang eines Generals der kroatischen Armee befördert.

## Familie
Duićs Witwe überlebte ihn über 50 Jahre. Aus Duićs Ehe gingen zwei Söhne hervor. Der ältere Sohn war Lehrer für klassische Sprachen und lebte in Graz. Der jüngere Sohn Dr. Mario Duić (1915–2008) war Major in der deutschen Wehrmacht, Militärakademiker und Jurist. Zuletzt diente er von 1973 bis 1975 als Kommandant der Landesverteidigungsakademie des österreichischen Bundesministeriums für Landesverteidigung. Er lebte danach als Generalmajor im Ruhestand in Wien.

## Auszeichnungen (Auswahl)
- Orden der Eisernen Krone III. Klasse
- Orden der Eisernen Krone II. Klasse
- Ritterkreuz des österreichisch-kaiserlichen Leopoldordens mit Kriegsdekoration